# گوردان ویدوویچ
گوردان ویدوویچ (انگلیسی: Gordan Vidović؛ زادهٔ ۲۳ ژوئن ۱۹۶۸) بازیکن فوتبال بوسنیایی‌تبار اهل بلژیک بود.
از باشگاه‌هایی که در آن بازی کرده‌است می‌توان به باشگاه فوتبال ژلیزنیچار سارایوو و باشگاه فوتبال سنت گالن اشاره کرد.
وی همچنین در تیم ملی فوتبال بلژیک بازی کرده‌است.